# 多刺矛麗魚
多刺矛麗魚，為輻鰭魚綱鱸形目隆頭魚亞目慈鯛科的其中一種，分布於南美洲蘇利南及法屬圭亞那的馬羅尼河及法力河流域，體長可達22.5公分，棲息溪流中底層水域，生活習性不明。

## 擴展閱讀
維基物種上的相關：多刺矛麗魚